# Archidiecezja Nanchang
Archidiecezja Nanchang (łac. Archidioecesis Nanciamensis, chiń. 天主教南昌总教区) – rzymskokatolicka archidiecezja ze stolicą w Nanchangu w prowincji Jiangxi, w Chinach. Arcybiskupi Nanchangu są również metropolitami metropolii o tej samej nazwie.